# Markas
Markas ist ein litauischer männlicher Vorname, abgeleitet von Markus.

## Ableitungen
- Markauskas
- Markevičius

## Personen
- Markas Luckis (1905–1973), zunächst litauischer, später argentinischer Schachspieler